# Lillian Leitzel
Pour les articles homonymes, voir Leitzel.
Lillian Leitzel (2 janvier 1892 - 15 février 1931) est une acrobate et voltigeuse spécialisée dans la performance sur les anneaux. Elle devient une tête d'affiche chez Ringling Bros and Barnum & Bailey et dans des cirques européens. Elle meurt à l'âge de 39 ans après une chute lors d'un spectacle.

## Biographie
Née sous le nom de Leopoldina Alitza Pelikan à Wrocław, Lillian Leitzel est la fille d'un père artiste au sein d'un cirque itinérant et de Nellie Pelikan, acrobate dans un cirque tchèque. Elle passe son enfance en Allemagne et commence le trapèze dès l'âge de 9 ans. Elle rejoint le groupe de cirque acrobatique de sa mère, les Leamy Ladies, et fait une tournée en Europe en 1905. En 1910, la troupe se produit aux États-Unis avec Barnum et Bailey. Leitzel pratique le trapèze et les anneaux.

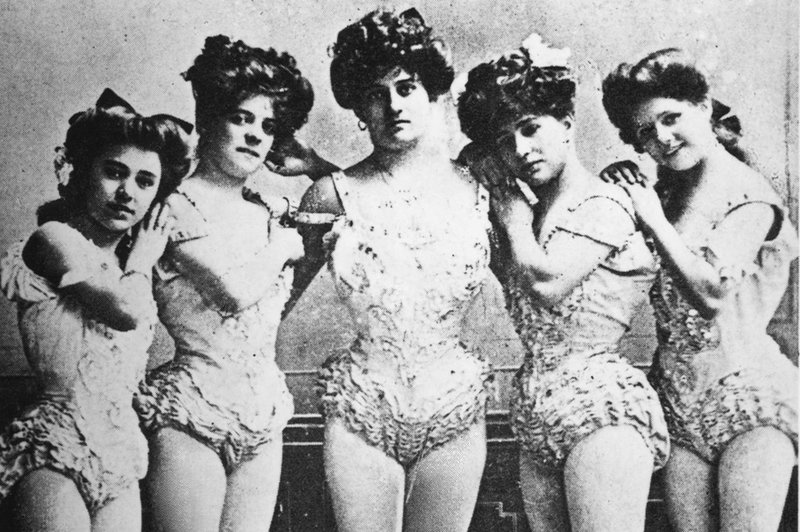
Troupe Leamy Ladies-Lillian Leitzel à gauche

En troisièmes noces, elle se marie à Chicago avec le célèbre trapéziste Alfredo Codona.
En décembre 1930 et janvier 1931, elle se produit avec son époux aux Cirque d'Hiver avec Alfredo et Lalo Codona. 
Le 13 février 1931, lors d'un numéro au Valencia Music Hall de Copenhague, la fixation d’un de ses anneaux se brise. Lillian Leitzel fait une chute d’une hauteur de sept mètres. Transportée à l'hôpital, elle succombera à ses blessures deux jours plus tard.
Lilian Leitzel est enterrée au cimetière d'Inglewood Park en Californie. Son époux Alfredo Codona a érigé un mémorial intitulé "L'esprit du vol" qui mesure près de 12 pieds de haut. 
Lillian Leitzel a été la première intronisée élue dans le Temple de la renommée du cirque international en 1958.

## Adaptation
En 2013, une biographie "Queen of the Air: A True Story of Love and Tragedy at the Circus" écrit par Dean N. Jensen relate la vie de Lillian Leitzel et de sa relation amoureuse avec le célèbre voltigeur Alfredo Codona qui connaitra également une fin tragique. Une adaptation cinématographique est prévue pour 2022 avec l'actrice  Margot Robbie pour rôle principal. 